# Vladimir Dejourov
Vladimir Nikolaïevitch Dejourov (en russe : Владимир Николаевич Дежуров ; ISO 9 : Vladimir Nikolaevič Dežurov) est un cosmonaute russe, né le 30 juillet 1962.

## Vols réalisés
- Séjour de 115 jours à bord de la station Mir, en tant que membre de Mir-18. Départ le 14 mars 1995 à bord du vol Soyouz TM-21, et retour sur Terre le 7 juillet 1995, à bord du vol STS-71 de la navette spatiale américaine.
- Séjour de 125 jours à bord de l'ISS, en tant que membre de l'Expédition 3. Départ le 10 août 2001 à bord du vol STS-105 d'Atlantis, et retour sur terre le 7 décembre 2001 à bord de STS-108 Endeavour.